# 本多真弓 (アナウンサー)
本多 真弓（ほんだ まゆみ、1985年10月1日 - ）は、日本のフリーアナウンサー、ナレーター。

## 来歴・人物
東京都出身。身長157cm。趣味・特技「時短家事」「ドラマ鑑賞」「HOUSEダンス」

慶應義塾大学環境情報学部卒業後、システムエンジニアとして勤務したのち、NHK福島放送局の契約キャスター、秋田朝日放送のアナウンサーを経て、2015年4月よりボイスワークス所属のフリーアナウンサーとして活動を始める。
2017年5月にボイスワークスを退社し、以降は事務所に所属せずフリーで活動を続ける。
アナウンススクールはテレビ朝日アスク出身。自身も講師として出向くことがある。
家族には長男がいる。
食育アドバイザーや時短コーディネータ等の資格を持ち、Instagramなどで発表したりしている。

## 出演番組

### NHK福島放送局時代
- 福島耳より情報 ふくみみ
- はまなかあいづToday
- 定時ニュース（テレビ・ラジオ）

### 秋田朝日放送時代
- スーパーJチャンネルあきた（メインキャスター、2014年3月31日 - 2015年3月26日）
- サタナビっ!（2013年4月 - 2014年3月）

### テレビ神奈川時代
- tvkニュース・天気（テレビ神奈川）
- デイリーニュース（ジェイコム多摩・日野・八王子）
- ひのぶらり道（ジェイコム日野）

### フリーアナウンサーとして

#### 出演
- デジタル一番星+（TBSテレビ） - 時短コーディネータ

#### ナレーション
- 第四回!秋田ラーメン総選挙（秋田テレビ）
- 『はじめてみよう！新しいNISA』シリーズ
- 海のごちそう物語（BS朝日)
- Dydoグループ 日本の祭り　伝統と開発の狭間で江戸・鐵砲州稲荷神社のいま
- 政府広報
- 全日本冠婚葬祭互助協会

ほか